# Wasserhaus (Leihgestern)

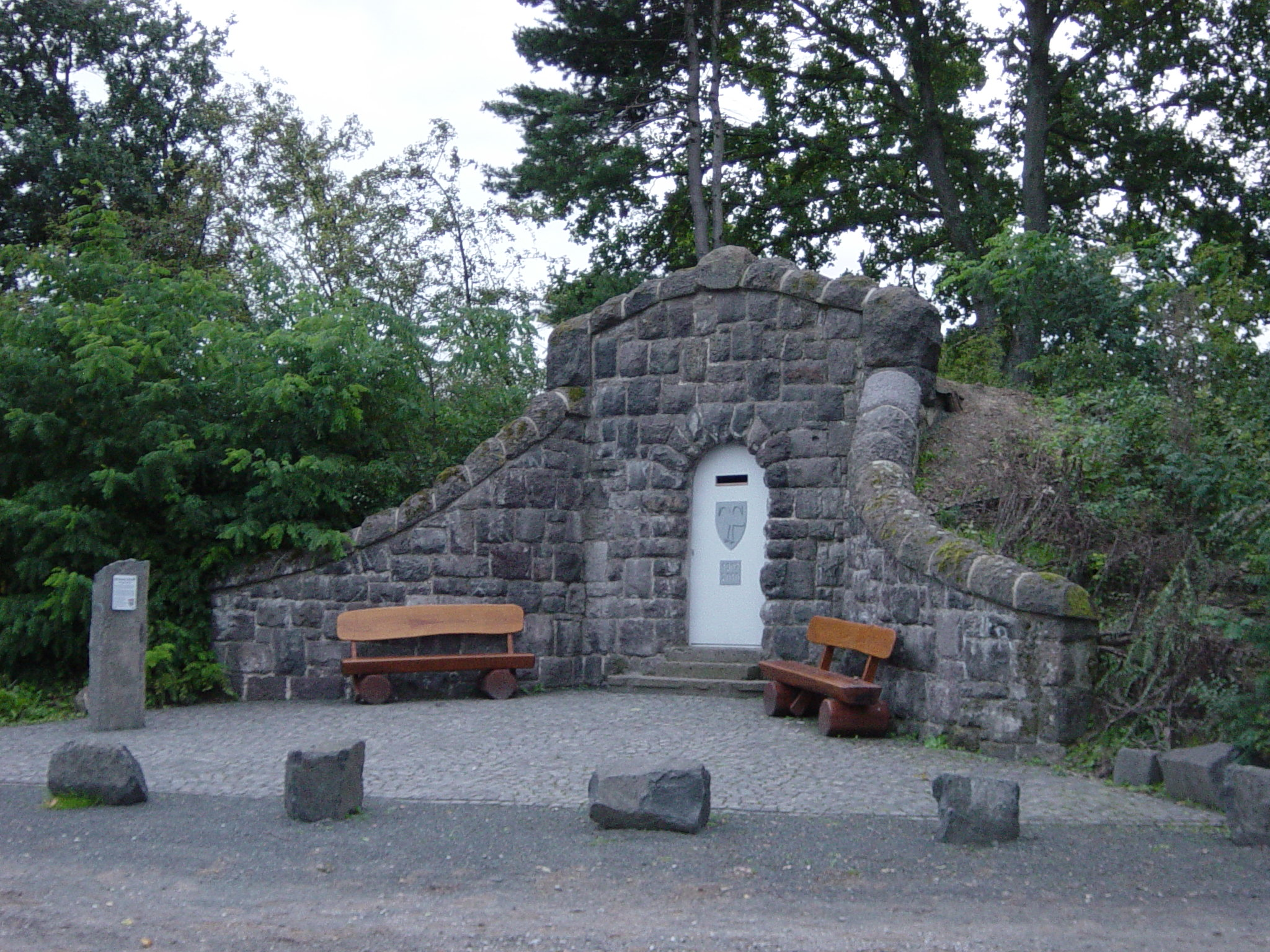
Wasserhaus

Das Wasserhaus ist ein historischer Wasserhochbehälter im Gewann „Am Schwarzen Morgen“ bei Leihgestern im mittelhessischen Landkreis Gießen.

## Geschichte
Das Wasserhaus wurde 1907 erbaut, um die Wasserversorgung von Leihgestern zu sichern. Gesammelt wurde im Wasserhaus das Wasser aus etwa 300 Meter weiter östlich liegenden Quellen; die Qualität des Wassers ließ allerdings zu wünschen übrig. 1950 wurde ein zweites, kleineres Wasserhaus gebaut, das eine bessere Versorgung des Gutes Neuhof gewährleisten sollte, 1964 folgte ein zweiter Brunnen am nördlichen Ortsrand. Dieser wurde bei der Gründung der Stadt Linden im Jahr 1973 stillgelegt. Damals wurde die zentrale Wasserversorgung für die ganze Region beschlossen und das Wasser wurde nun aus der Gegend um Stadtallendorf herbeigeleitet. Heute ist der Zweckverband Mittelhessische Wasserwerke in Gießen für die Wasserversorgung des Ortes zuständig.
Nachdem das Wasserhaus von Leihgestern nicht mehr genutzt wurde und zunehmend verfiel, wurde im Jahr 2008 der Abriss beschlossen. Eine Interessengemeinschaft und Bürger, die eine Unterschriftenaktion starteten und am Tag des geplanten Abrisses die Zufahrt zum Wasserhaus blockierten, verhinderten jedoch die Durchführung dieser Pläne. Nachdem zunächst diskutiert worden war, das Portal des alten Wasserhauses an anderer Stelle wieder aufzubauen, wurde das Wasserhaus schließlich als technisches Denkmal unter Schutz gestellt. Zugleich wurde die Sanierung beschlossen. Die Tür sollte mit einem Wappen geschmückt werden, das den Kranich als Wasservogel und als Wappentier der Gemeinde Leihgestern zeigte. Für den Vorplatz wurde eine zeittypische Pflasterung vorgesehen. Am Tag des offenen Denkmals 2010 wurde das Industriedenkmal eingeweiht. Anlässlich dieser Feier wurde auch eine Briefmarke herausgegeben, die das historische Wasserhaus zeigt.

## Bauwerk
Das Wasserhaus wurde aus dem ortstypischen Lungenbasalt gebaut, der auch für die evangelische Kirche und für das Kriegerdenkmal in Leihgestern verwendet wurde. Seine Portalwand aus groben Quadern besitzt einen rundbogigen Eingang. Den oberen Abschluss des historistischen Gebäudes bilden Vierkantblöcke.
Hinter der Eingangstür befindet sich ein Steg, über den man in den Vorraum gelangt. Er ist mit Eisenleitern ausgestattet, die in vier gleich große Wasserkammern hinabführen. Im Vorraum selbst, der durch eine Betonwand von den Wasserkammern abgetrennt ist, befinden sich noch die Anschlüsse zur Verteilung des Wassers; die restlichen Einrichtungen sind abmontiert worden.